# Ross River
Cet article concerne un fleuve du Queensland. Pour les autres cours d'eau du même nom, voir Rivière Ross.
La Ross River ou rivière Ross est un fleuve et le principal cours d'eau traversant la ville de Townsville au Nord du Queensland, en Australie.

## Aménagements
D'une longueur de 48,7 km, le cours de la rivière est barré par trois retenues et un barrage.
Les trois retenues sont: "Aplin's Weir", "Gleeson's Weir" et "Black Weir"
Le barrage construit en 1971: le "Ross River Dam", situé à 20 km au Sud-Ouest de Townsville, a créé un lac de 750 km2. Il permet de réguler le débit du cours d'eau et surtout d'alimenter la région en eau.

## Fièvre de la Ross River
La rivière est surtout tristement célèbre pour la maladie qui porte son nom: la "fièvre de Ross River", une maladie virale qui fut pour la première fois décrite dans la région.
La maladie est due à un virus togavirus. Le réservoir en est les marsupiaux, les rongeurs et l'homme. Elle est transmise par les moustiques: Culex annulirostris, Aedes vigilax et Aedes polynesiensis. Elle est le plus souvent asymptomatique mais peut se manifester par de la fièvre, une éruption cutanée et une polyarthrite pouvant persister 40 semaines.
Il n'y a pas de vaccin ni de traitement curatif autre que du repos et un traitement symptomatique